# Luis Benítez (taekwondo)
Luis Benítez es un deportista dominicano que compitió en taekwondo.
Ganó una medalla en el Campeonato Mundial de Taekwondo de 2001, y una medalla en el Campeonato Panamericano de Taekwondo de 2004. En los Juegos Panamericanos consiguió dos medallas en los años 1999 y 2003.

## Palmarés internacional
| Campeonato Mundial      | Campeonato Mundial              | Campeonato Mundial | Campeonato Mundial |
| Año                     | Lugar                           | Medalla            | Categoría          |
| ----------------------- | ------------------------------- | ------------------ | ------------------ |
| 2001                    | Jeju (Corea del Sur)            | Medalla de bronce  | –67 kg             |
| Juegos Panamericanos    |                                 |                    |                    |
| Año                     | Lugar                           | Medalla            | Categoría          |
| 1999                    | Winnipeg (Canadá)               | Medalla de plata   | –68 kg             |
| 2003                    | Santo Domingo (Rep. Dominicana) | Medalla de oro     | –68 kg             |
| Campeonato Panamericano |                                 |                    |                    |
| Año                     | Lugar                           | Medalla            | Categoría          |
| 2004                    | Santo Domingo (Rep. Dominicana) | Medalla de oro     | –67 kg             |